# かつらぎ町立三谷小学校
かつらぎ町立三谷小学校（かつらぎちょうりつみたにしょうがっこう）は、和歌山県伊都郡かつらぎ町大字三谷にあった公立小学校。かつらぎ町立三谷幼稚園が隣接していた。へき地等級は無級地であるが、複式学級が採用されていた。
2012年度末にかつらぎ町立天野小学校とともに閉校された。跡地には2016年（平成28年）にかつらぎ町立三谷こども園が開園されている。

## 沿革
- 1876年（明治9年）3月18日 - 学校を設立し、臨降小学校と称する[1]。
- 1894年（明治27年）5月15日 - 小学校令発布により、三谷尋常小学校と改称する[1]。
- 1899年（明治32年）4月28日  - 高等科を併置し、三谷尋常高等小学校と改称する[1]。
- 1941年（昭和16年）4月1日 - 国民学校令により、三谷国民学校と改称する[1]。
- 1947年（昭和22年）4月1日 - 学制改革により、三谷小学校と改称する。
- 2013年（平成25年）3月 - 閉校。
- 2016年（平成28年）4月1日 - 跡地にかつらぎ町立三谷こども園が開園。

## 設備
かつては木造建築の校舎であったが、それまでのグラウンドの位置に鉄筋コンクリート製校舎を建造した。この工事の期間中、グラウンドが使用不能になったため体育の授業は最寄りの神社等で行われた。また騒音で窓の開閉ができないため木造校舎に工事期間中のみエアコンが取り付けられた。三谷マラソンの際は、会場として利用される。また、本校には「希望園」という名の中庭があった。

### 木造校舎時代
講堂（二階建て）を除くすべての校舎は平屋建てで、真中に大きな池があり、池の周囲に広い中庭があった。講堂には、歴代校長の肖像画や写真が飾られていた。